# Acy-en-Multien
Acy-en-Multien je francouzská obec v departementu Oise v regionu Hauts-de-France. V roce 2011 zde žilo 798 obyvatel.

## Sousední obce
Betz, Bouillancy, Étavigny, Réez-Fosse-Martin, Rosoy, Vincy-Manœuvre (Seine-et-Marne),

## Vývoj počtu obyvatel
Počet obyvatel 